# Storslam i Las Vegas
Storslam i Las Vegas (originaltitel: Ocean's 11) är en amerikansk komedifilm från 1960 i regi av Lewis Milestone. I huvudrollerna ses Frank Sinatra, Dean Martin, Sammy Davis Jr, Peter Lawford och Angie Dickinson. En nyinspelning gjordes 2001 med George Clooney, Ocean's Eleven.

## Handling
Ett gäng kompisar som lärde känna varandra under andra världskriget när de var fallskärmsjägare, bestämmer sig för att råna fem kasinon i Las Vegas samtidigt under nyårsaftonen, precis vid midnatt. Genom att spränga en kraftledning utanför staden orsakar man ett strömavbrott samtidigt som man kopplar om elsystemet på de fem kasinona så att kassavalvens dörrar öppnar när reservelkraften går igång. Men det finns andra som gärna vill ha en del av bytet, varvid man bestämmer att bytet skall gömmas i en likkista.

## Om filmen
Dean Martin och Sammy Davis Jr. har sångnummer i filmen, men inte Frank Sinatra. Shirley MacLaine har en cameoroll som berusad nyårsfirare.
Filmen hade svensk premiär den 2 januari 1961. 

## Rollista i urval
- Frank Sinatra - Danny Ocean
- Dean Martin - Sam Harmon
- Sammy Davis Jr - Josh Howard
- Peter Lawford - Jimmy Foster
- Angie Dickinson - Beatrice Ocean
- Richard Conte - Anthony Bergdorf
- Cesar Romero - Duke Santos
- Patrice Waymore - Adele Ekstrom
- Joey Bishop - Mushy O'Connors
- Akim Tamiroff - Spyros Acebos
- Henry Silva - Roger Corneal

### Cameos
- Shirley MacLaine
- Red Skelton
- George Raft
- George E. Stone